# Yunlong (köpinghuvudort i Kina, Zhejiang Sheng, lat 29,77, long 121,59)
Yunlong (kinesiska: 云龙, 云龙镇) är en köpinghuvudort i Kina. Den ligger i provinsen Zhejiang, i den östra delen av landet, omkring 150 kilometer öster om provinshuvudstaden Hangzhou. Antalet invånare är 42 494. Befolkningen består av 20 229 kvinnor och 22 265 män. Barn under 15 år utgör 11,0 %, vuxna 15-64 år 81 %, och äldre över 65 år 7,0 %.
Runt Yunlong är det tätbefolkat, med 613 invånare per kvadratkilometer. Närmaste större samhälle är Ningbo, 12,2 km norr om Yunlong. Trakten runt Yunlong består till största delen av jordbruksmark.
Genomsnittlig årsnederbörd är 1 981 millimeter. Den regnigaste månaden är juni, med i genomsnitt 355 mm nederbörd, och den torraste är januari, med 68 mm nederbörd.